# Кнапп, Людвиг Фридрих
Людвиг Фридрих Кнапп (нем. Friedrich Ludwig Knapp; 22 февраля 1814, Михельштадт — 8 июня 1904, Брауншвейг) — немецкий химик-технолог.
Изучал химию в Гиссене под руководством Либиха и в Париже. В 1838 стал читать лекции в Гиссене, в 1841 был назначен профессором технологии в Мюнхене, где также служил на королевском фарфоровом заводе. С 1863 был профессором технической химии в политехнической школе в Брауншвейге. Кнапп был выдающимся исследователем в области химической технологии, открывшим промышленности новые пути; особенно важны его работы были для кожевенного производства.
Его работы: «Lehrbuch der chemischen Technologie» (3-е изд., 1865—1874); «Mineralgerbung mit Metallsalzen» (Брауншвейг, 1892). Вместе с Веддингом и Раммельсбергом, Кнапп опубликовал немецкую обработку Percy’s «Metallurgie» (4 т., Брауншвейг, 1862—1881; 2 дополнительных тома, 1884—1887).